# Pizza estilo Detroit

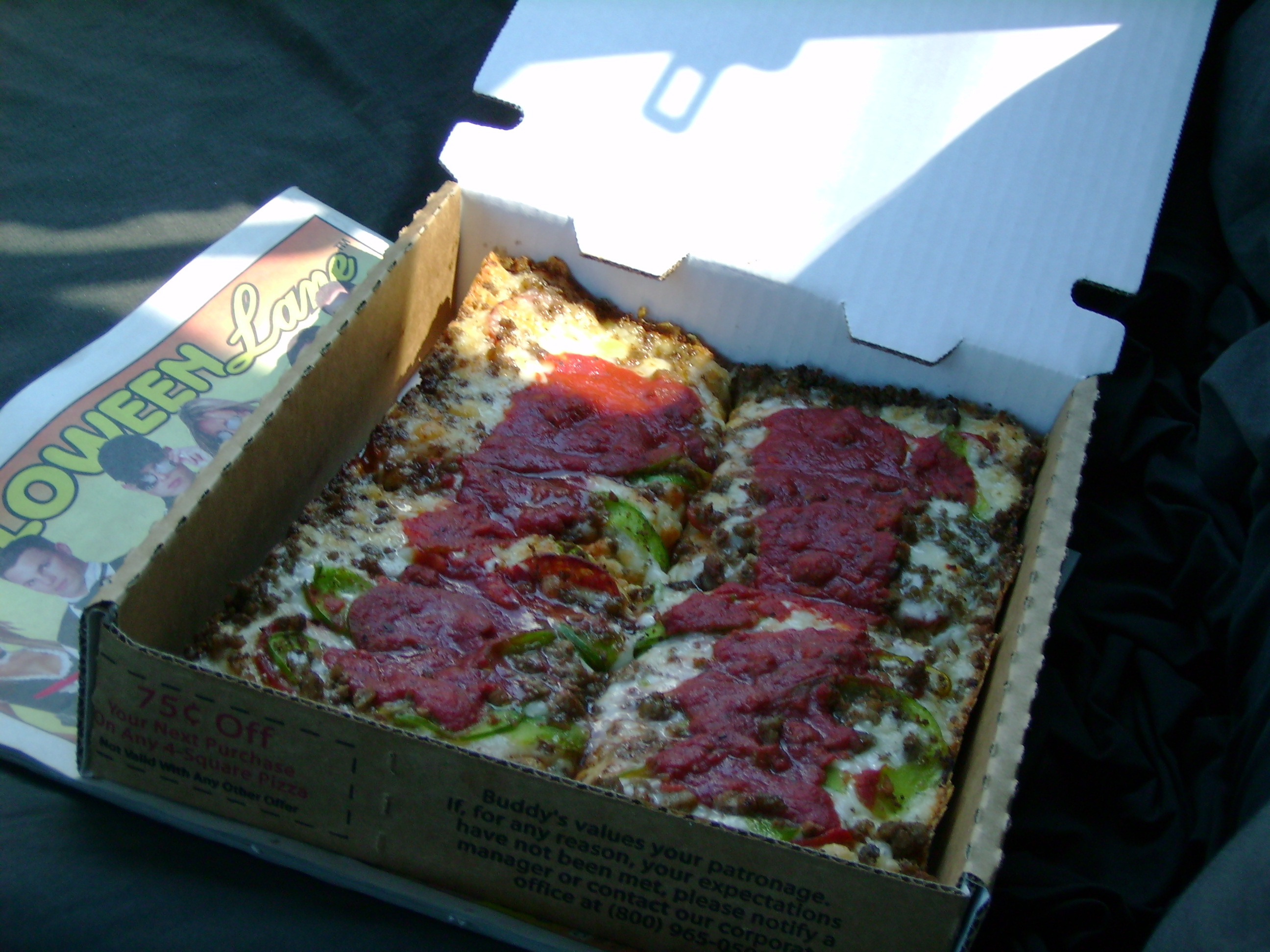
Pizza pequeña de Buddy's Pizza en Detroit (Míchigan) con pepperoni, pimiento verde y hamburguesa.

La pizza estilo Detroit (en inglés Detroit-style pizza) es un tipo de pizza inventado en Detroit (Míchigan, Estados Unidos). Es una pizza cuadrada parecida a la siciliana con una borde grueso e ingredientes como el pepperoni y las aceitunas, y se sirve con salsa marinara encima. Se conoce en Detroit como square pizza (‘pizza cuadrada’).
La corteza de la pizza estilo Detroit es digna de mención porque además cocinarse ocasionalmente dos veces, suele cocerse hasta dejarla en un estado masticable medio hecho, y muchos locales aplican mantequilla derretida con una brocha suave antes de hornearla.
La zona de Detroit también es conocida como sede de algunas de las mayores cadenas de pizzería de los Estados Unidos, incluyendo Domino's Pizza, Little Caesars y Hungry Howie's. Aunque ninguna de estas cadenas se especializa en la pizza estilo Detroit, Little Caesars vende una pizza cuadrada y ofrece salsas con ella, que puede ser aplicada por el cliente sobre la pizza para lograr el estilo Detroit tradicional. La zona de Detroit cuenta con muchas pizzerías notables.

## Historia
Los orígenes de la pizza estilo Detroit se remontan a una pizzería local, Cloverleaf Pizza, que desarrolló y empezó a vender su pizza insignia en 1946. El fundador de Cloverleaf, Gus Guerra, fundó luego Buddy's Pizza, que es una de las cadenas de Detroit que sirve pizza de este estilo. En 2009, la pizza estilo Detroit de Buddy's fue seleccionada entre las 25 mejores pizzas de Estados Unidos por el crítico gastronómico de la revista GQ, Alan Richman.